# Hotel Hesperia Bilbao
El Hotel Hesperia Bilbao es un hotel de cuatro estrellas situado en el paseo Campo de Volantín de la villa de Bilbao, con una céntrica ubicación junto a la Ría de Bilbao, frente al Museo Guggenheim Bilbao, Zubizuri e Isozaki Atea.

## Historia
El proyecto fue realizado por el Estudio de Arquitectura de Iñaki Aurrekoetxea. El mismo Estudio contribuyó a la edificación del Hotel Hesperia Zubialde, frente al nuevo estadio de San Mamés.

## Comunicaciones
- Estación de Uribitarte del tranvía de Bilbao.

## Edificios y ubicaciones adyacentes
- Zubizuri
- Isozaki Atea
- Museo Guggenheim Bilbao